# بخش آشوکنگار
بخش آشوکنگار (به انگلیسی: Ashoknagar district) یک منطقهٔ مسکونی در هند است که در Gwalior division واقع شده‌است. بخش آشوکنگار ۴٬۶۷۳٫۹۴ کیلومتر مربع مساحت و ۸۴۵٬۰۷۱ نفر جمعیت دارد.